# Neesia
Neesia ist eine südostasiatische Pflanzengattung aus der Unterfamilie der Helicteroideae in der Familie der Malvengewächse (Malvaceae). Sie war früher in die Unterfamilie der Wollbaumgewächse (Bombacoideae) eingeordnet.

## Beschreibung
Die Neesia-Arten sind große, meist immergrüne Bäume die Wuchshöhen von bis zu 40 Metern erreichen. Ihre großen, einfachen und gestielten Laubblätter sind ungeteilt, ganzrandig, eiförmig bis elliptisch und unter- und oberseits mehr oder weniger schuppig und behaart.
Es werden seitenständige oder ramiflore, zymöse Blütenstände gebildet. Ein Außenkelch schützt die Knospe. Die Blüten sind fünfzählig mit doppelter Blütenhülle. Die fünf Kelchblätter sind mehr oder weniger verwachsen. Die fünf verklebten oder freien Kronblätter fallen frühzeitig ab. Es sind viele kurze, mehr oder weniger verwachsenen Staubblätter vorhanden. Der mehr oder weniger haarige Fruchtknoten ist oberständig mit kurzem Griffel.
Es werden holzige, fünf- und fachspaltige sowie höckrige, dickschalige, mehr oder weniger spitze Kapselfrüchte gebildet. Die nährstoffreichen Samen besitzen einen Arillus und/oder eine Caruncula. Die dünnen Kotyledonen sind blattartig und umhüllen das Endosperm.

## Verbreitung
Neesia kommt ausschließlich in Indonesien, Malaysia und Thailand vor. Sie ist dort Bestandteil tropischer immergrüner Wälder. Das Zentrum der Artenvielfalt ist Borneo.

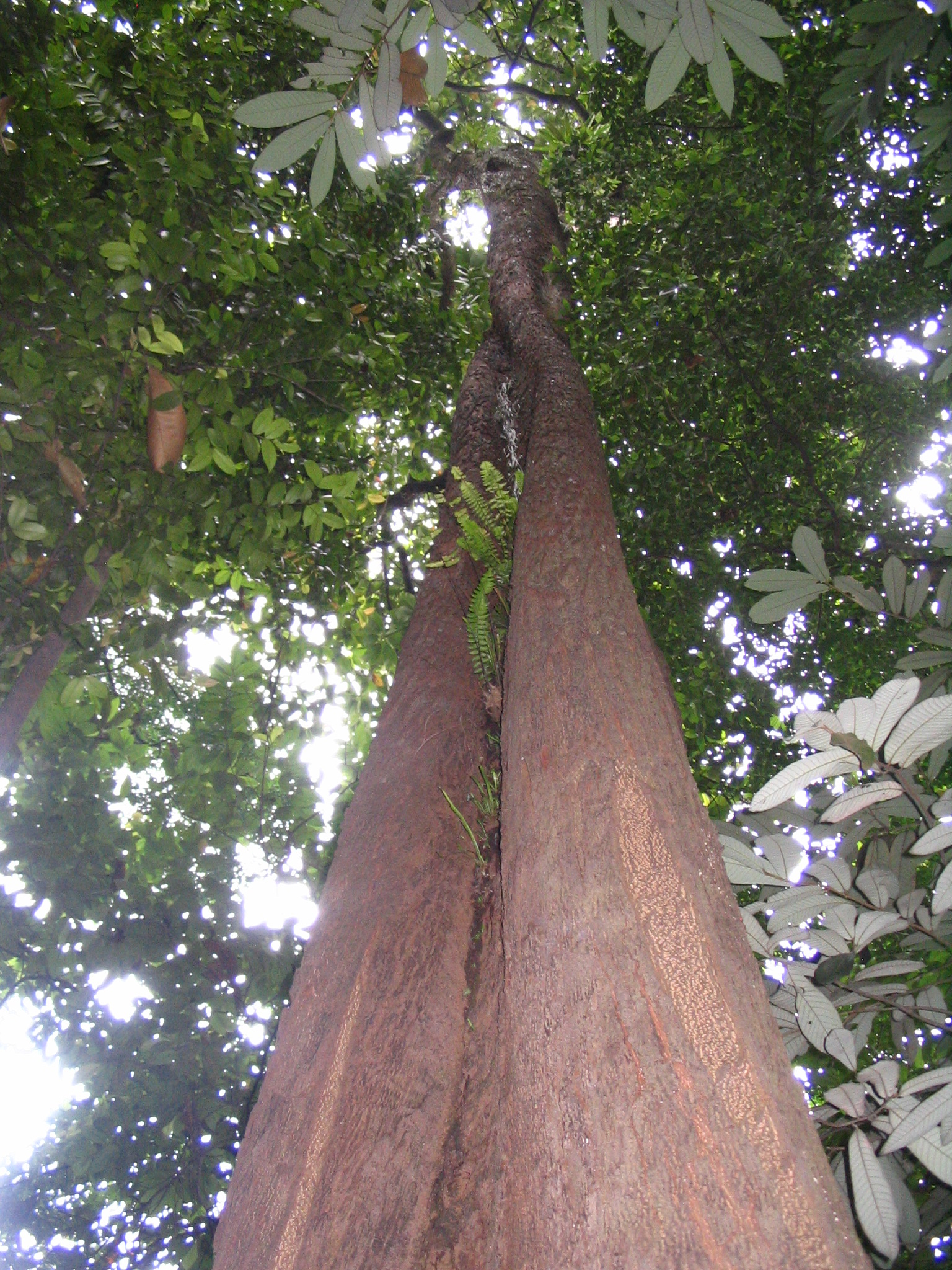
Neesia malayana

## Systematik
Die Gattung Neesia wurde 1835 von Carl Ludwig Blume neu benannt, nachdem er sie zehn Jahre zuvor als Esenbeckia beschrieben hatte. Dieser Gattungsname war jedoch ungültig gewesen, da es bereits eine Gattung der Rautengewächse mit dem Namen Esenbeckia gab. Der Gattungsname Neesia wurde nach den Regeln des botanischen Nomenklaturcodes konserviert, obwohl eine andere Gattung aus der Familie der Korbblütengewächse bereits früher so benannt wurde. Die Typusart ist Neesia altissima (Blume) Blume. Der Gattungsname Neesia ehrt den Botaniker und Pharmakologen Theodor Friedrich Ludwig Nees von Esenbeck.
Es gibt etwa acht Neesia-Arten (nach Soepadmo):
- Neesia altissima (Blume) Blume: Die Heimat ist Borneo, Java, Sumatra, Singapur, Malaysia und Thailand.
- Neesia glabra Becc.: Die Heimat ist Borneo.
- Neesia kostermansiana Soepadmo: Die Heimat ist Malaysia und Thailand.
- Neesia malayana Bakh.: Die Heimat ist Sumatra, Malaysia und Thailand.
- Neesia pilulifera Becc.: Die Heimat ist Borneo.
- Neesia purpurascens Becc.: Die Heimat ist Borneo.
- Neesia strigosa Mast.: Die Heimat ist Malaysia.
- Neesia synandra Mast.: Die Heimat ist Thailand, die Malaiische Halbinsel, Sumatra und Borneo.

## Nutzung
Das Holz der Neesia-Arten ist unter dem Sammelnamen Durian (nicht zu verwechseln mit Durian) im regionalen Handel. Es wird traditionell für leichte Konstruktionen, einfache Möbel, Verkleidungen, als Schalholz, für Furniere, Särge und Holzschuhe genutzt.

## Nahrung für Tiere
Die nährstoffreichen Samen einiger Arten gehören zur bevorzugten Nahrung der Orang-Utans. Da die Samen in eine dichte Schicht stechender Brennhaare eingebettet sind, die leicht durch die Haut der Primaten dringen können, fertigen die Orangs Werkzeuge in Form von Holzstöckchen, die sie sich passend abbrechen.